# Napoleon Mitraszewski
Napoleon Mitraszewski (ur. 6 września 1918 w Bogumile w guberni samarskiej, zm. 8 stycznia 2008) – polski prozaik, pedagog oraz animator kultury w środowisku osób niewidomych. Współtwórca i prezes Klubu Inteligencji Niewidomej. Członek Związku Literatów Polskich i Stowarzyszenia Pisarzy Polskich (od 1989).

## Życiorys
Urodził się i mieszkał w Bogumile. Do tej miejscowości po rewolucji październikowej został skierowany pociąg z amunicją. Maszynistą wówczas był jego ojciec. Stamtąd rodzina przeprowadziła się do Łunińca, na Polesiu. Mitraszewski wzrok stracił w wieku czterech lat w 1921 r., na skutek zabawy znalezionym niewypałem. Od dziesiątego roku życia dzięki pomocy dr Marii Strzemińskiej związany był z Zakładem Dzieci Niewidomych w Wilnie, gdzie ukończył szkołę powszechną, a w 1939 r., uzyskał maturę.
W czasie II wojny światowej pozostał w domu rodzinnym zajmując się pracami domowymi, uprawą ogródka oraz pogłębianiem wiedzy z zakresu literatury.
Po zakończeniu wojny przeniósł się do Łodzi, gdzie pod koniec 1946 r., ukończył Liceum Pedagogiczne zdobywając dodatkowo kwalifikacje, które umożliwiły mu pracę w Zakładzie dla Dzieci Niewidomych w Łodzi. W roku uzyskania dyplomu ożenił się, a rok później urodziła się jego córka Maria Jolanta. Mitraszewski podjął również studia na Uniwersytecie Łódzkim na Wydziale Filozofii, a w 1951 r., uzyskał magisterium w zakresie filologii polskiej.
Od 1957 r., mieszkał wraz z rodziną we Wrocławiu, gdzie kontynuował prace z niewidomymi dziećmi, a także doprowadził do powstania Teatru Poezji. W 1962 r. jego małżonką została Władysława Orzechowska. W tym okresie nawiązał współpracę z pismami wydawanymi przez Polski Związek Niewidomych. Pierwsze artykuły publicystyczne jego autorstwa ukazywały się na łamach „Przyjaciela Niewidomych”.
Jako pisarz debiutował w 1974 r., książką „A jednak życie” będącą autobiograficznym zapisem wydarzeń z wczesnego dzieciństwa, która ukazała się nakładem Ossolineum.
Dwie spośród jego książek zostały przetłumaczone na język litewski, a kilka innych ukazało się w systemie brajlowskim.

## Odznaczenia
- Krzyż Kawalerski Orderu Odrodzenia Polski (1982)
- Złoty Krzyż Zasługi (1974)
- Odznaka „Zasłużonego Działacza Kultury” (1999)